# Damião de Alexandria
Damião de Alexandria foi papa de Alexandria entre os anos 578 e 606. Tinha origem síria e exerceu o seu papado num período de grande crise na Igreja egípcia no que diz respeito à aceitação ou não dos dogmas do Concílio de Calcedônia.
"Durante seu patriarcado, desenvolveu-se uma importante escola de escritores em língua copta, autores de homilias, encômios de santos e escritos exegéticos e polêmicos". Entre estes escritores estavam Constantino de Siout e Rufo de Shotep. Damião também escreveu algumas obras das quais só nos restaram dois textos: uma carta sinodal enviada à Igreja síria e uma tradução copta de uma homilia sobre a encarnação (da homilia só há fragmentos).
Damião é considerado santo pela Igreja Ortodoxa Copta.